# Resolutie 1325 Veiligheidsraad Verenigde Naties
Resolutie 1325 van de Veiligheidsraad van de Verenigde Naties werd unaniem door de VN-Veiligheidsraad aangenomen op 31 oktober 2000.

## Inhoud

### Waarnemingen
De Veiligheidsraad herinnerde onder meer aan een document van de Algemene Vergadering getiteld Vrouwen 2000: Gendergelijkheid, Ontwikkeling en Vrede voor de 21e eeuw, over vooral vrouwen en gewapende conflicten. Men was bezorgd over burgers in gewapende conflicten, en vooral vrouwen en kinderen, die het merendeel van de slachtoffers uitmaakten en meer en meer geviseerd werden door de strijdende partijen. Dat had dan weer een impact op de mogelijkheden tot vrede en verzoening. Vrouwen speelden een belangrijke rol in de voorkoming en oplossing van conflicten en moesten daar dan ook in gelijke mate bij betrokken worden. Verder moest ook aan gendergelijkheid gedacht worden in vredesoperaties.

### Handelingen
Bij de lidstaten werd aangedrongen op een grotere vertegenwoordiging van vrouwen op alle beslissingsniveaus. De secretaris-generaal werd gevraagd meer vrouwen aan te stellen als Speciale Vertegenwoordiger of Gezant en hun rol in vredesoperaties, als bijvoorbeeld militair waarnemer, politie of mensenrechten- en humanitair personeel, te vergroten. Zelf zou de Veiligheidsraad hieraan denken bij vredesoperaties.
Bij onderhandelingen en de uitvoering van vredesakkoorden moest worden gedacht aan de speciale noden van vrouwen en meisjes in het conflict, moesten vredesinitiatieven van lokale vrouwen gesteund worden en de mensenrechten van vrouwen en meisjes gerespecteerd. Partijen in gewapende conflicten werden opgeroepen maatregelen te nemen tegen specifiek geweld als verkrachting en ander seksueel misbruik. Ook moest het civiele karakter van vluchtelingenkampen gerespecteerd worden en gedacht worden aan vrouwen en meisjes tijdens het ontwerp ervan. Ook bij de ontwapening en demobilisatie van strijders moest gedacht worden aan de verschillende noden van vrouwen en mannelijke strijders.

## Nasleep

### Nederland

#### Nationaal Actieplan 1325 (2008-2011)
In 2008 heeft Nederland een Nationaal Actieplan 1325 (NAP) ontwikkeld voor de periode 2008-2011, waarin de Nederlandse overheid en maatschappelijke organisaties zich inzetten voor de uitvoering van Resolutie 1325 van de Veiligheidsraad van de Verenigde Naties over vrouwen, vrede en veiligheid.

#### Nationaal Actieplan 1325 (2012-2015)
In Nederland is op 19 december 2011 een nieuw Nationaal Actieplan 1325 (NAP) overeengekomen om de implementatie van Resolutie 1325 te bevorderen voor de periode 2012-2015. Het NAP is ondertekend door grote en kleinere organisaties, waaronder het Ministerie van Buitenlandse Zaken, het Ministerie van Defensie, WO=MEN  (spreek uit als: women equals men) Dutch Gender Platform, Instituut Clingendael, de Universiteit Utrecht, Oxfam Novib, Cordaid, ICCO, IKV Pax Christi, en E-Quality (nu: Atria). De ondertekenaars beloven dat zij in al hun beleid rond conflictgebieden Resolutie 1325 zullen betrekken, en genderanalyses zullen maken om de ongelijkheid tegen te gaan. Samen streven ze naar meer bewustzijn van, en steun voor, het belang van gender in conflictgebieden en van Resolutie 1325 in het bijzonder..

## Verwante resoluties
- Resolutie 1296 Veiligheidsraad Verenigde Naties
- Resolutie 1314 Veiligheidsraad Verenigde Naties
- Resolutie 1327 Veiligheidsraad Verenigde Naties
- Resolutie 1353 Veiligheidsraad Verenigde Naties (2001)